# Dane (personaggio)
(Tipica esclamazione di Dane prima di sparare al nemico)
Dane il cui vero nome è Jackson Michael Dane, è un personaggio della serie a fumetti WildStorm Wetworks, scritta da Whilce Portacio e Brandon Choi.
È il leader del gruppo Wetworks, noto come Arclight nel periodo passato tra le file del Team 7.

## Personalità
Dane è un militare dalla prestanza fisica fuori dall'ordinario ma non eccessivamente dotato per quanto riguarda le capacità organizzative, strategiche o di leadership che comporta un'azione militare ben eseguita. È assodato come la sua impressionante carriera nell'esercito sia stata eseguita prettamente attraverso atti eroici sul campo e molteplici vittorie schiaccianti che hanno fatto sì che i suoi superiori lo promuovessero a colonnello senza che egli fosse effettivamente in grado di comandare degli uomini dal punto di vista strategico. Dane è una testa calda che predilige l'atto di forza alla mediazione e le cui decisioni sul campo sono spesso discutibili; non è dotato di grandi capacità deduttive o di ragionamento ed è il più debole psicologicamente dei membri del Team 7, anche la sua effettiva resistenza mentale lascia a desiderare ma, in compenso risulta senza dubbio essere il più forte fisicamente ed uno dei soldati migliori del plotone assieme a Cray.
A causa della sua scarsezza di ragionamento i commilitoni del Team 7 (soprattutto Marc Slayton e Cash) lo apostrofavano ironicamento come "Grosso bue" o "Stupido bestione". Ma gli riconoscevano anche un'abilità fuori dall'ordinario ed una velocità di riflessi incredibile per un uomo della sua stazza, motivo per il quale gli diedero nome in codice "Arclight" (in lingua italiana «Arco di luce») in riferimento all'arco di luce formato sparando a ripetizione verso il nemico da sinistra a destra tipico di Dane.
Dane nonostante i limiti mentali è tuttavia lontano dall'essere ottuso, al contrario si dimostra spesso essere un uomo previdente e di mentalità aperta che, conscio della sua incapacità strategica fa prendere spesso le decisioni in campo ai suoi compagni, come "Grail" o "Mother One".
È inoltre dotato di nervi spaventosamente saldi ed un invidiabile sangue freddo che gli permettono di prendere decisioni fatali in pochi istanti senza batter ciglio, cosa che lo rende un capo più che qualificato ed un commilitone affidabile.

## Biografia del personaggio

### Passato
Jackson Michael Dane è nato a Battle Creek, paesino di provincia del Michigan, poco si sa della sua infanzia o dei suoi primi anni, ma da giovane militò tra i Berretti Verdi, dove si distinse per le sue doti naturali di combattente fino a divenire uno dei soldati selezionati dalle Operazioni Internazionali per divenire membro del Team 7.

### Team 7
Dopo numerose missioni col Team 7 (in cui gli venne attribuito il nome in codice di Arclight), Dane venne attirato in trappola durante una missione fittizia ordinata dai superiori ed esposto al Fattore-Gen. Proprio come i commilitoni, iniziò a manifestare potenti abilità psioniche. Scoperto che dietro l'incidente si nascondeva il mefistofelico Miles Craven l'intero Team 7 disertò e si diede alla macchia, tuttavia Dane non sarà con loro al momento della diserzione poiché precedentemente, prendendo parte a una missione nel sud-est asiatico per distruggere un deposito di armi russe si ritrovò coinvolto in uno scontro a fuoco che lo lasciò in uno stato vegetativo.
I commilitoni riuscirono a salvarlo da morte certa ed a riportarlo alle Operazioni Internazionali, essi assegnarono l'uomo al Livello 9, dove un gruppo di scienziati cercò inizialmente di sezionarlo e riutilizzarlo come arma contro i compagni disertori; per sua fortuna Cray, Marc Slayton e Lynch strinsero un patto con Craven che assicurava all'uomo la loro completa fedeltà in cambio della salvezza diplomatica dei compagni latitanti. Appena i tre scoprirono i progetti criminosi del Livello 9 fecero chiudere il dipartimento salvando così l'amico che 2 anni dopo si risvegliò e tornò perfettamente operativo dopo un breve periodo di riabilitazione, sventuratamente però fu vittima di un'amnesia parziale del quartier generale di IO. Livello 9 era il luogo dove tutti i soggetti del test precedente che danneggiò una buona percentuale della sua memoria, tra cui il ricordo dei poteri derivati dal Fattore-Gen.

### Wetworks
Un forte senso di patriottismo alla fine lo ha riportato al servizio delle Operazioni Internazionali, da cui verrà incaricato di guidare una squadra sostitutiva del Team 7.
A causa del suo curriculum venne concesso a Dane un reclutamento unilaterale, per cui selezionò personalmente ogni singolo membro da integrare alla propria unità. Questo Team 7, che prese nome in codice "Wetworks", servì per molti anni le Operazioni Internazionali prima di venire a loro volta traditi da Craven. Durante una missione suicida, si sono infatti trovati bloccati in un fuoco incrociato che ha provocato un incidente il quale li ha permanentemente legati a dei simbionti d'oro che hanno donato loro capacità sovrumane. Consci del nuovo sfruttamento i Wetworks disertarono e, con l'aiuto e il finanziamento del miliardario Armand Waering divennero una task-force segreta contro le minacce sovrannaturali come licantropi o vampiri.
Durante un incontro successivo con i vampiri il gruppo scoprì che i simbionti (loro creazione) possono essere controllati dalle creature ed il prezzo di questa scoperta fu la morte dei commilitoni Crossbones e Flattop.
Da allora la squadra ha lottato in molti modi e svolto varie missioni, trovandosi a affrontare anche i problemi derivati dal fatto che i simbionti cercassero in più modi di prendere il sopravvento sui corpi ospiti, ad ogni modo Dane si rivelò immune a questo pericolo per via della barriera neurale naturale formata dal Fattore-Gen ed in un modo o nell'altro riuscì a mantenere aggregata la squadra.
In questo periodo recupererà pian piano la memoria perduta sul fino a recuperare la piena consapevolezza anche sui suoi poteri psionici in occasione dello scontro con la regina dei vampiri.

### World's End
Dopo l'Armageddon globale, Dane ha portato Wetworks e dei suoi alleati in Europa orientale, sede dalla quale proseguono la loro battaglia contro le forze soprannaturali.

## Poteri e abilità
Dane è un militare estremamente addestrato e capace nel corpo a corpo, in cui è avvantaggiato dalla sua imponente massa muscolare, dispone di conoscenza specifiche di medicina da campo e delle nozioni basilari per suturare una ferita autonomamente. È inoltre esperto nell'uso dei coltelli e delle armi da fuoco.
Dane è impressionantemente agile per un uomo della sua stazza e questo viene fatto spesso notare dagli avversari; sul campo di battaglia ha pochi avversari che gli tengano testa per competenze di lotta, uno dei quali è Deathblow.
Il suo Fattore-Gen lo ha inoltre dotato di impressionanti poteri psichici quali una potentissima telepatia ed un altrettanto sbalorditiva telecinesi. Dei membri del Team 7 lui e John Lynch sono in assoluto quelli dotati di maggior potere, ma la differenza sostanziale è che Dane, a differenza di Lynch, detiene ancora un controllo assoluto sul suo potere a causa del poco utilizzo che ne fa, prediligendo lo scontro fisico. Coi suoi poteri psichici Dane può proteggere la sua mente dagli attacchi telepatici o ipnotici e perfino manipolare la memoria altrui e controllare mentalmente gli avversari, inoltre la sua telecinesi è tanto forte da sollevare mezzi blindati senza il minimo accenno di sforzo. Per un certo periodo si dimenticherà di possedere tali abilità ma in seguito recupererà la memoria.
Dane è inoltre permanentemente collegato con un simbionte dorato creato in laboratorio dai vampiri, tale simbionte è normalmente sopito nel suo subconscio ma su comando di Dane può emergere e ricoprire tutto il corpo di una sostanza metallica di colore oro e gli occhi con una sostanza luminescente rossa. La simbiosi attiva rende Dane virtualmente indistruttibile, inamovibile e invulnerabile, non esiste un solo materiale conosciuto capace di scalfire la superficie del simbionte salvo un altro simbionte o armi specifiche. La simbiosi inoltre aumenta le normali doti fisiche di Dane, che dal legame ottiene dunque una forza ed un'agilità sovrumane. Inoltre anche i suoi poteri psichici vengono incrementati nel momento in cui il simbionte è cosciente.
Di norma il simbionte cerca di prendere il controllo sul corpo ospite ma Dane è in grado di aggirare tale inconveniente grazie ai suoi poteri "Gen", che fanno da anestetico naturale alla creatura.
Tutti i simbionti d'oro di Wetworks sono inoltre collegati tra loro da un legame mentale.

## Altre versioni
- Nell'universo Bleed esiste una versione alternativa del personaggio come agente Stormwatch sotto le direttive dello Weatherman Jack Hawksmoor.
- Esiste una versione del personaggio anche nel crossover Marvel/WildStorm, qui Dane e Wetworks sono soldati americani che combattono nella terza guerra mondiale contro i Deamoniti, il Dottor Destino e gli Skrull.

## Curiosità
- Curiosamente nel periodo di militanza col Team 7 il suo aspetto viene mostrato molto diverso da quello mostrato sulle pagine di Wetworks. Appariva infatti come dotato di lunghi capelli rossicci ed una folta barba del medesimo colore, mentre in seguito è mostrato con dei corti capelli neri e perfettamente rasato. Il cambiamento non è mai stato giustificato.
- Ai tempi del Team 7 il suo marchio di riconoscimento era un fulmine dipinto sull'occhio sinistro.